# Maradi
Maradi je druhé největší město v Nigeru. Žije v něm 206 414 obyvatel (rok 2012), z nichž většinu tvoří Hausové. Maradi je hlavním městem stejnojmenného regionu, leží 650 km východně od hlavního města Niamey a 25 km severně od hranice s Nigérií, protéká jím řeka Goulbi N'Maradi. Administrativně je rozděleno na tři arrondissementy: Maradi I, Maradi II a Maradi III.
Maradi leží na hlavním silničním tahu z Niamey do Zinderu a je ekonomickou metropolí Nigeru. Je centrem obchodu a vzdělávání, sídlí zde kožedělný a keramický průmysl, v okolí se pěstuje podzemnice olejná a bavlník.
V roce 1807 zde vznikl sultanát Katsina-Maradi.